# Pico El Fraile
El Pico El Fraile (8°56′01″N 70°54′50″O / 8.9336, -70.9138) es una formación de montaña ubicado en la cuenca del Páramo de Mifafí de la Sierra La Culata en el Estado Mérida. A una altitud de 4.110 m s. n. m. el Pico el Fraile es una de las montañas más altas en Venezuela.

## Ubicación
El Pico El Fraile se asienta en el extremo de un Valle ubica do entre las trafayesitas al este y Las Tapias al oeste. Se obtiene acceso desde el Pico El Águila por la carretera vía Piñango hasta llegar a la entrada de la Sierra de La Culata.